# 魏世忠
魏世忠（1966年2月—），男，汉族，河南滑县人，中华人民共和国政治人物。现任郑州轻工业大学校长，教授，博士生导师，民盟河南省委副主委。第十三、十四届全国政协委员。